# Quidproquo
Quidproquo là chi thực vật có hoa trong họ Cải.